# Leval (Nord)
Leval település Franciaországban, Nord megyében. Lakosainak száma 2483 fő (2022. január 1.). Leval Aulnoye-Aymeries, Sassegnies, Berlaimont, Dompierre-sur-Helpe, Monceau-Saint-Waast és Noyelles-sur-Sambre községekkel határos.

## Népesség
A település népességének változása:
| Lakosok száma | 2431 | 2476 | 2477 | 2455 | 2445 | 2516 | 2500 | 2491 | 2483 |
|               | 2013 | 2015 | 2016 | 2017 | 2018 | 2019 | 2020 | 2021 | 2022 |